# Roberto Soldà
Roberto Soldà (Valdagno, 28 maggio 1959) è un dirigente sportivo, allenatore di calcio ed ex calciatore italiano, di ruolo difensore.

## Caratteristiche tecniche

### Giocatore
Dotato di buon senso della posizione e di grandi doti fisiche, ricopriva il ruolo di libero, che spesso si trasformava in un centrocampista aggiunto, che permetteva di impostare l'azione dalle retrovie.

## Carriera

### Giocatore

Soldà alla Juventus nel 1986

Debutta in Serie A con la maglia del Como l'11 ottobre 1981 a Napoli; anche se con la squadra lariana non riesce a evitare la retrocessione nel campionato cadetto, disputa un buon campionato da titolare. Nel 1983 viene acquistato dall'Atalanta, con la quale disputa delle ottime stagioni condite da 4 reti e culminate con la promozione nella massima serie nella stagione 1983-1984.
Le sue prestazioni sono notate dalla Juventus, che lo acquista in prospettiva come possibile successore di Gaetano Scirea. Nella sua prima e unica stagione in maglia bianconera non si dimostra però all'altezza delle aspettative, anche a causa del calo generale della squadra. Viene così ceduto al Verona per due stagioni e passa poi alla Lazio.
Nella sua carriera disputa più di 200 partite in massima serie.

### Allenatore e dirigente
Dopo l'ultima esperienza da giocatore al Monza, inizia la prima avventura da tecnico alla guida del Chiasso, in Svizzera. In Italia diventa allenatore di Seconda Categoria nel 1997 e trova impiego dopo pochi mesi, subentrando a novembre dello stesso anno sulla panchina del Montichiari, venendo poi esonerato nel febbraio 1998.
Intraprende poi la carriera dirigenziale prima nell'Ardens Cene e poi, dopo la fusione con l'Alzano, nell'AlzanoCene.
Dal maggio 2013 ricopre il ruolo di direttore tecnico al Ciserano, squadra bergamasca di Eccellenza.
Dal 2016 passa a ricoprire il ruolo di direttore tecnico della Falco Albino, squadra di Prima Categoria bergamasca.

## Palmarès

### Giocatore
- Campionato italiano di Serie B: 1

Atalanta: 1983-1984